# Hincksina flustroides
Hincksina flustroides är en mossdjursart som först beskrevs av Walter Douglas Hincks 1877.  Hincksina flustroides ingår i släktet Hincksina och familjen Flustridae. Utöver nominatformen finns också underarten H. f. crassispinata.